# Basílica de la Asunción de Nuestra Señora (Maastricht)
La basílica de la Asunción de Nuestra Señora (en neerlandés: Basiliek van Onze-Lieve-Vrouw-Tenhemelopneming) es una iglesia de estilo románico erigida en el centro histórico de Maastricht, en los Países Bajos. La iglesia está dedicada a Nuestra Señora de la Asunción (Onze-Lieve-Vrouw-Tenhemelopneming) y es una iglesia parroquial católica de la diócesis de Roermond. La iglesia es conocida a menudo como la "Estrella del Mar" (neerlandés: Sterre der Zee), debido a la devoción principal de la iglesia, Nuestra Señora, Estrella del mar.
La iglesia fue elevada al rango de basílica menor por el papa Pío XI el 20 de febrero de 1933.